# 아오야마역 (니가타현)
아오야마역(일본어: 青山駅)은 일본 니가타현 니가타시 니시구에 위치한 동일본 여객철도 에치고선의 철도역이다. 단선 승강장 1면 1선의 구조를 갖춘 지상역이다.

## 이용 현황
| 승차 인원 추이 | 승차 인원 추이 |
| 연도           | 1일 평균       |
| -------------- | -------------- |
| 1991           | 1,503          |
| 2000           | 963            |
| 2001           | 935            |
| 2002           | 959            |
| 2003           | 948            |
| 2004           | 967            |
| 2005           | 1,040          |
| 2006           | 1,008          |
| 2007           | 998            |
| 2008           | 997            |
| 2009           | 976            |
| 2010           | 1,007          |
| 2011           | 1,007          |
| 2012           | 958            |
| 2013           | 1,176          |
| 2014           | 1,122          |
| 2015           | 1,112          |

## 역 주변
- 역 주변이 모두 주택지이다.

## 역사
- 1987년 12월 14일 : 준공.
- 1988년 3월 13일 : 에치고선의 역으로서 개업.
- 2005년 2월 17일 : 자동 개찰기 도입.
- 2006년 1월 21일 : 니가타 도시권에서 IC 카드 Suica 서비스 개시.

## 인접 역
| 동일본 여객철도 에치고선 | 동일본 여객철도 에치고선 | 동일본 여객철도 에치고선 |
| ------------------------ | ------------------------ | ------------------------ |
| 고바리 가시와자키 방면   | ■ 에치고선               | 세키야 니가타 방면       |